# Mi Ma Ohrtus
Mi Ma Ohrtus, född 2 juni 2018 är en svensk varmblodig travhäst. Han tränas av Joakim Elfving. Han körs av Rikard N. Skoglund. Han är uppfödd av sin ägare Anna Maria Hanses.
Mi Ma Ohrtus började tävla i augusti 2020 och tog sin första seger i debuten. Han har till maj 2021 sprungit in 1 102 000 kronor på 10 starter varav 3 segrar, 3 andraplatser och 1 tredjeplats. Han har tagit karriärens hittills största segrar i Svampen Örebro (2020) och Breeders' Crown för 2-åriga (2020). Han har också kommit på andraplats i Margaretas Tidiga Unghästserie (2021) och Scarlet Knights lopp (2021).

## Karriär

### Tiden som unghäst
Mi Ma Ohrtus debuterade på tävlingsbanan den 6 augusti 2020 med att segra i ett tvååringslopp på hemmabanan Bergsåker. I karriärens fjärde start, den 7 oktober 2020 på Solvalla segrade han i Breeders' Crown för 2-åriga. I karriärens femte start så segrar han i Grupp 2-loppet Svampen Örebro på Örebrotravet på tiden 1,14,2a över sprinterdistansen 1609 meter. Vinsten i Svampen Örebro är hans hittills största seger och sin tränare Joakim Elfvings första Grupplopps seger som A-tränare.

## Statistik
| Statistik för Mi Ma Ohrtus (Ref.) | Statistik för Mi Ma Ohrtus (Ref.) | Statistik för Mi Ma Ohrtus (Ref.) | Statistik för Mi Ma Ohrtus (Ref.) | Statistik för Mi Ma Ohrtus (Ref.) | Statistik för Mi Ma Ohrtus (Ref.) |
| --------------------------------- | --------------------------------- | --------------------------------- | --------------------------------- | --------------------------------- | --------------------------------- |
| Starter                           | Placeringar                       | Startprissumma                    | Segerprocent                      | Platsprocent                      | Rekord                            |
| 10                                | 3-3-1                             | 1 102 000 kr                      | 30 %                              | 70 %                              | 14,2ak,                           |

### Större segrar
| År   | Lopp                     | Kusk               | Vinstbelopp | Grupp   |
| ---- | ------------------------ | ------------------ | ----------- | ------- |
| 2020 | Svampen Örebro           | Rikard N. Skoglund | 558 000 SEK | Grupp 2 |
| 2020 | Breeders' Crown, 2-åriga | Rikard N. Skoglund | 175 000 SEK | -       |

### Starter
| Nr | Datum            | Lopp                                                             | Bana      | Kusk               | Tid     | Distans | Plac. | Vinstbelopp |
| -- | ---------------- | ---------------------------------------------------------------- | --------- | ------------------ | ------- | ------- | ----- | ----------- |
| -  | 17 juli 2020     | Kvallopp                                                         | Romme     | Ronny Israelsson   | 1.20,6  | 2 140 m | gdk   | 0 SEK       |
| 1  | 6 augusti 2020   | Tvååringslopp                                                    | Bergsåker | Rikard N. Skoglund | 1.17,2  | 2 140 m | 1     | 30 000 SEK  |
| 2  | 28 augusti 2020  | Breeders' Crown 2-åriga                                          | Bergsåker | Rikard N. Skoglund | 1,16,1a | 2 140 m | 6     | 10 000 SEK  |
| 3  | 9 september 2020 | Uttagningslopp Breeders Course 2-åriga                           | Solvalla  | Rikard N. Skoglund | 1.14,8  | 1 640 m | 2     | 50 000 SEK  |
| 4  | 24 oktober 2020  | Breeder's Crown 2-åriga                                          | Solvalla  | Rikard N. Skoglund | 1.16,1a | 2 140 m | 1     | 175 000 SEK |
| 5  | 24 oktober 2020  | Svampen Örebro                                                   | Örebro    | Rikard N. Skoglund | 1.14,2a | 1 609 m | 1     | 558 000 SEK |
| 6  | 16 december 2020 | Vinterfavoriten                                                  | Solvalla  | Rikard N. Skoglund | 1.15,8a | 2 140 m | 3     | 50 000 SEK  |
| 7  | 6 februari 2021  | Margaretas Tidiga Unghästserie - Treåringslopp Hingstar/Valacker | Solvalla  | Rikard N. Skoglund | 1.16,0a | 2 140 m | 2     | 150 000 SEK |
| 8  | 24 mars 2021     | Active Bowlers lopp                                              | Solvalla  | Rikard N. Skoglund | 1.16,2a | 2 140 m | 4     | 17 500 SEK  |
| 9  | 28 april 2021    | Uttagningslopp Breeders Course 3-åringar                         | Solvalla  | Rikard N. Skoglund | 1.14,1a | 2 140 m | 5     | 11 500 SEK  |
| 10 | 12 maj 2021      | Scarlet Knights lopp                                             | Solvalla  | Rikard N. Skoglund | 1.15,6a | 2 140 m | 2     | 50 000 SEK  |

## Stamtavla
| Efter Jocose          | Express Ride      | Super Bowl      | Star's Pride    |
| Efter Jocose          | Express Ride      | Super Bowl      | Pillow Talk     |
| Efter Jocose          | Express Ride      | Flory Messenger | Arnie Almahurst |
| Efter Jocose          | Express Ride      | Flory Messenger | Ball Belle      |
| Efter Jocose          | Ourasine          | Ourasi          | Greyhound       |
| Efter Jocose          | Ourasine          | Ourasi          | Fleurasie       |
| Efter Jocose          | Ourasine          | Drulliets Jewel | Nevele Diamond  |
| Efter Jocose          | Ourasine          | Drulliets Jewel | Drulliet        |
| Undan Quantum Octavia | Malabar Circle Ås | Malabar Man     | Supergill       |
| Undan Quantum Octavia | Malabar Circle Ås | Malabar Man     | Lady Love Mcbur |
| Undan Quantum Octavia | Malabar Circle Ås | Eternal Circle  | Mack Lobell     |
| Undan Quantum Octavia | Malabar Circle Ås | Eternal Circle  | Nevele Duchess  |
| Undan Quantum Octavia | Sessan Starlet    | Farm King       | Speedy Somolli  |
| Undan Quantum Octavia | Sessan Starlet    | Farm King       | Duchess Rose    |
| Undan Quantum Octavia | Sessan Starlet    | Gina Freight    | Perfect Freight |
| Undan Quantum Octavia | Sessan Starlet    | Gina Freight    | Investera       |